# Cortinicara meridianus
Cortinicara meridianus is een keversoort uit de familie schimmelkevers (Latridiidae). De wetenschappelijke naam van de soort werd in 1975 gepubliceerd door Johnson. De soort komt alleen voor in Nieuw-Zeeland.